# Silabário cherokee
O silabário cherokee é o sistema de escrita utilizado para escrever a língua cherokee
O silabário foi criado em 1819 pelo cherokee Sequoyah para codificar a língua cherokee, até então puramente oral. A tribo se alfabetizou rapidamente graças à popularidade do sistema.
Em 1825, o governo autónomo da Nação Cherokee adoptou oficialmente este sistema de escrita, e no ano seguinte encarregou a impressão das leis da Nação utilizando o novo silabário. De 1828 a 1834, missioneiros estadunidenses ajudaram aos cherokees a desenvolver tipos móveis com o silabário para produzir o primeiro jornal da tribo, o Cherokee Phoenix, que difundia textos em cherokee e em inglês.
| VogaisConsoantes | a [a]~[ə] | a [a]~[ə] | a [a]~[ə] | e [e]~[ɛ] | e [e]~[ɛ] | i [i]~[ɪ] | i [i]~[ɪ] | o [o]~[ɔ] | u [u]~[ʊ] | v [ə̃]  |
| ---------------- | --------- | --------- | --------- | --------- | --------- | --------- | --------- | --------- | --------- | ------ |
| —                | Ꭰꭰ a      | Ꭰꭰ a      | Ꭰꭰ a      | Ꭱꭱ e      | Ꭱꭱ e      | Ꭲꭲ i      | Ꭲꭲ i      | Ꭳꭳ o      | Ꭴꭴ u      | Ꭵꭵ v   |
| g [ɡ]            | Ꭶꭶ ga     | Ꭷꭷ ka     | Ꭷꭷ ka     | Ꭸꭸ ge     | Ꭸꭸ ge     | Ꭹꭹ gi     | Ꭹꭹ gi     | Ꭺꭺ go     | Ꭻꭻ gu     | Ꭼꭼ gv  |
| h [h]            | Ꭽꭽ ha     | Ꭽꭽ ha     | Ꭽꭽ ha     | Ꭾꭾ he     | Ꭾꭾ he     | Ꭿꭿ hi     | Ꭿꭿ hi     | Ꮀꮀ ho     | Ꮁꮁ hu     | Ꮂꮂ hv  |
| l [l]            | Ꮃꮃ la     | Ꮃꮃ la     | Ꮃꮃ la     | Ꮄꮄ le     | Ꮄꮄ le     | Ꮅꮅ li     | Ꮅꮅ li     | Ꮆꮆ lo     | Ꮇꮇ lu     | Ꮈꮈ lv  |
| m [m]            | Ꮉꮉ ma     | Ꮉꮉ ma     | Ꮉꮉ ma     | Ꮊꮊ me     | Ꮊꮊ me     | Ꮋꮋ mi     | Ꮋꮋ mi     | Ꮌꮌ mo     | Ꮍꮍ mu     | Ᏽᏽ mv  |
| n [n]            | Ꮎꮎ na     | Ꮐꮐ nah    | Ꮏꮏ hna    | Ꮑꮑ ne     | Ꮑꮑ ne     | Ꮒꮒ ni     | Ꮒꮒ ni     | Ꮓꮓ no     | Ꮔꮔ nu     | Ꮕꮕ nv  |
| qu [kʰw]         | Ꮖꮖ qua    | Ꮖꮖ qua    | Ꮖꮖ qua    | Ꮗꮗ que    | Ꮗꮗ que    | Ꮘꮘ qui    | Ꮘꮘ qui    | Ꮙꮙ quo    | Ꮚꮚ quu    | Ꮛꮛ quv |
| s [s]            | Ꮝꮝ s      | Ꮜꮜ sa     | Ꮜꮜ sa     | Ꮞꮞ se     | Ꮞꮞ se     | Ꮟꮟ si     | Ꮟꮟ si     | Ꮠꮠ so     | Ꮡꮡ su     | Ꮢꮢ sv  |
| d/t [d]/[t]      | Ꮣꮣ da     | Ꮤꮤ ta     | Ꮤꮤ ta     | Ꮥꮥ de     | Ꮦꮦ te     | Ꮧꮧ di     | Ꮨꮨ ti     | Ꮩꮩ do     | Ꮪꮪ du     | Ꮫꮫ dv  |
| tl [t͡ɬ]          | Ꮬꮬ dla    | Ꮭꮭ tla    | Ꮭꮭ tla    | Ꮮꮮ tle    | Ꮮꮮ tle    | Ꮯꮯ tli    | Ꮯꮯ tli    | Ꮰꮰ tlo    | Ꮱꮱ tlu    | Ꮲꮲ tlv |
| ts [t͡s]~[d͡ʒ]     | Ꮳꮳ tsa    | Ꮳꮳ tsa    | Ꮳꮳ tsa    | Ꮴꮴ tse    | Ꮴꮴ tse    | Ꮵꮵ tsi    | Ꮵꮵ tsi    | Ꮶꮶ tso    | Ꮷꮷ tsu    | Ꮸꮸ tsv |
| w [ɰ]            | Ꮹꮹ wa     | Ꮹꮹ wa     | Ꮹꮹ wa     | Ꮺꮺ we     | Ꮺꮺ we     | Ꮻꮻ wi     | Ꮻꮻ wi     | Ꮼꮼ wo     | Ꮽꮽ wu     | Ꮾꮾ wv  |
| y [j]            | Ꮿꮿ ya     | Ꮿꮿ ya     | Ꮿꮿ ya     | Ᏸᏸ ye     | Ᏸᏸ ye     | Ᏹᏹ yi     | Ᏹᏹ yi     | Ᏺᏺ yo     | Ᏻᏻ yu     | Ᏼᏼ yv  |